# Tony Fennelly
Tony Fennelly, eigentlich Antonia M. Fennelly Catoire, (* 25. November 1945 in New Jersey) ist eine amerikanische Schriftstellerin.
Sie arbeitete unter anderem als Damenwäscheverkäuferin in New York und als Stripperin in New Orleans, bevor sie die Schauspielschule der University of New Orleans besuchte. Danach begann sie zu schreiben, jedoch wurde erst ihr achtes Buch, The Glory Hole Murders, tatsächlich publiziert. 

## Werke

### Matty Sinclair-Reihe
- The Glory Hole Murders (1985), Dt.: Mord auf der Klappe, nominiert für den Edgar
- The Closet Hanging (1987), Dt.: Bärendienst
- Kiss Yourself Goodbye (1989), Dt.:Robins Hochzeit

Dieser dritte Roman um den schwulen Matty Sinclair, Angehöriger der Oberschicht von New Orleans, wurde in den USA nicht veröffentlicht, weil die Verlage in Zeiten von AIDS keinen Roman mit einem schwulen Detektiv herausbringen wollten.

### Margo Fortier-Reihe
- The Hippie in the Wall (1992), Dt.: Der Hippie in der Wand
- Cherry (1993), Dt.: Hurenglanz
- 1 (900) D-E-A-D (1997), Dt.: Blutige Seance
- Don’t Blame the Snake (1999), Dt.: Kreuzfahrt mit Biß
- Home Dead for Christmas (2000), Dt.: Leichen zum Fest

Die Hauptperson Margo Fortier ist eine ehemalige Stripperin, die als Kolumnistin in New Orleans lebt. Während alle fünf Romane um Margo Fortier beim deutschen Rotbuch-Verlag veröffentlicht wurden, fanden in den USA nur die ersten drei Romane der Reihe einen Verlag.